# Barchinas
Barchinas [bɐrˈtɕiːnɐs] (rätoromanisches Vallader für «Schiffchen» [Plural], zu barcha «Schiff») ist eine im Zusammenhang mit dem Jahreswechsel stehende Tradition im Unterengadiner Hauptort Scuol, Kanton Graubünden.

## Brauch
Am Silvesterabend lassen die Kinder des Dorfes Schiffchen aus Föhrenrinde und Nussschalen in den Brunnen der alten Scuoler Quartiere fahren. Auf jedem Schiffchen brennt eine Kerze oder ist in flüssigem Wachs ein brennender Docht angebracht. Der Brauch symbolisiert das arder oura l’on vegl, das «Ausbrennen (das heisst Verabschieden) des alten Jahres».
Der Brauch, dessen Alter nicht mehr bestimmt werden kann, wird erstmals im Zusammenhang mit den Datenerhebungen für den Atlas der schweizerischen Volkskunde beschrieben; die entsprechende Befragung datiert von 1936.
Der Name des Brauches, barchinas, scheint jüngeren Datums zu sein. Im Dicziunari Rumantsch Grischun fehlt unter barcha (Band II, S. 167; Artikel um 1950 verfasst) jeglicher Hinweis auf ein Brauchtum; das gesamte Material der Brauchtumsbeschreibung ist unter Silvester eingereiht.
In jüngster Zeit ist der Brauch auch in anderen Unterengadiner Orten übernommen worden, beispielsweise in Sent.